# Nombiti
Nombiti est un village du département et la commune rurale de Botou, situé dans la province de la Tapoa et la région de l’Est au Burkina Faso.

## Géographie

### Situation et environnement
Nombiti est localisée à 10 km au sud-est de Botou, le chef-lieu du département, et à 6 km à l’est de la frontière entre le Burkina Faso et le Niger.

### Démographie
- En 2006, le village comptait 1 305 habitants recensés[1].

## Santé et éducation
Le centre de soins le plus proche de Nombiti est le centre de santé et de promotion sociale (CSPS) de Botou.